# Petőfi Sándor összes művei (Athenaeum)

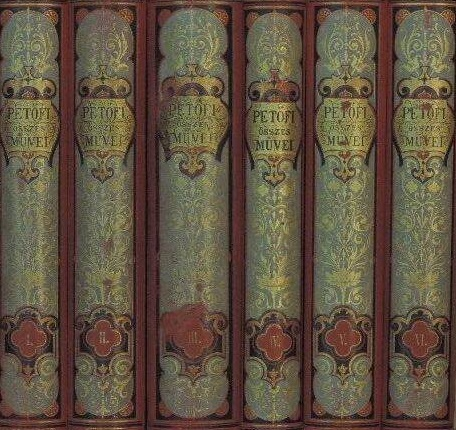

A Petőfi Sándor összes művei című, szépirodalmi könyvsorozatot 1892–1896-ban adta ki az Athenaeum Irodalmi és Nyomdai Rt. díszes kötésben, igényes nyomdai kivitelben. Rendezte, jegyzetekkel és variánsokkal kísérte: Havas Adolf. A sorozat a következő köteteket tartalmazta:
- I. kötet: Elbeszélő költemények. A költő rézfénynyomatú arcképével (XCV és 423 lap) 1892
- II. kötet: Újabb költemények. 1842–1848. Petőfi Sándorné, Szendrey Júlia rézfénynyomatú arcképével (576 l.) 1893
- III. kötet: Költemények. A Petőfi-szobor réznyomatú képével (719 és XVIII l.) 1893
- IV. kötet: Vegyes művek I. – Drámák (31 l.) 1895
- V. kötet: Vegyes művek II. –  Elbeszélések, útirajzok és naplójegyzetek (585 l.) 1896
- VI. kötet: Vegyes művek III. – Hirlapi cikkek, levelezés, vegyesek. Függelékül Szendrey Júlia naplója és levelei (519 l.) 1896